# Брадата свиня
Брадата свиня (Sus barbatus) е вид бозайник от семейство Свиневи (Suidae). Видът е световно застрашен, със статут Уязвим.

## Разпространение и местообитание
Разпространен е в Бруней, Индонезия, Малайзия и Филипините.